# Winnipeg Falcons
Winnipeg Falcons byl amatérský kanadský klub ledního hokeje, který sídlil ve Winnipegu v provincii Manitoba. Založen byl v roce 1898 etnickými Islanďany pod názvem Icelandic Athletic Club. V pozdějších letech byl nazýván jako Winnipeg Vikings. Název Falcons klub obdržel v roce 1911. Jméno obdržel podle sokola, který je islandským národním ptákem.
V roce 1920 zvítězil v Allanově poháru. V témže roce byl tým zvolen jako první reprezentant Kanady na mezinárodní akci. Na letních olympijských hrách v roce 1920 v Belgii se tým umístil na prvním místě, čímž pro Kanadu získal vůbec první zlatou medaili na Olympijských hrách a Mistrovství světa. Tým hrál v dresech barvy starého zlata s černým vodorovným pruhem přes prsa, který nesl javorový list a nápis CANADA. V samotné Kanadě však byli Falcons vnímáni spíše jako cizinci a Hockey Canada dlouho oficiálně uznával jako první kanadské olympijské vítěze v hokeji Toronto Granites, šampióny z roku 1924.
Islandský národní tým v ledním hokeji užívá, jako úctu k hráčům "sokolů", ve svém národním logu sokola s kanadským javorovým listem.

## Úspěchy
- Allanův pohár ( 1× )
  - 1920
- Lední hokej na olympijských hrách ( 1× )
  - 1920
- Memorial Cup ( 1× )
  - 1921

## Soupiska olympijských medailistů ze LOH 1920
Brankář: Walter Byron.

Obránci: Konrad Johannesson, Robert Benson.

Záložník: Allan Woodman.

Útočníci: Frank Fredrikson, Haldor Halderson, Magnus Goodman, Chris Fridfinnson.

## Galerie

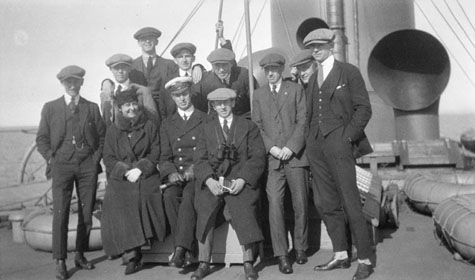
Týmové foto olympijských vítězů z roku 1920.
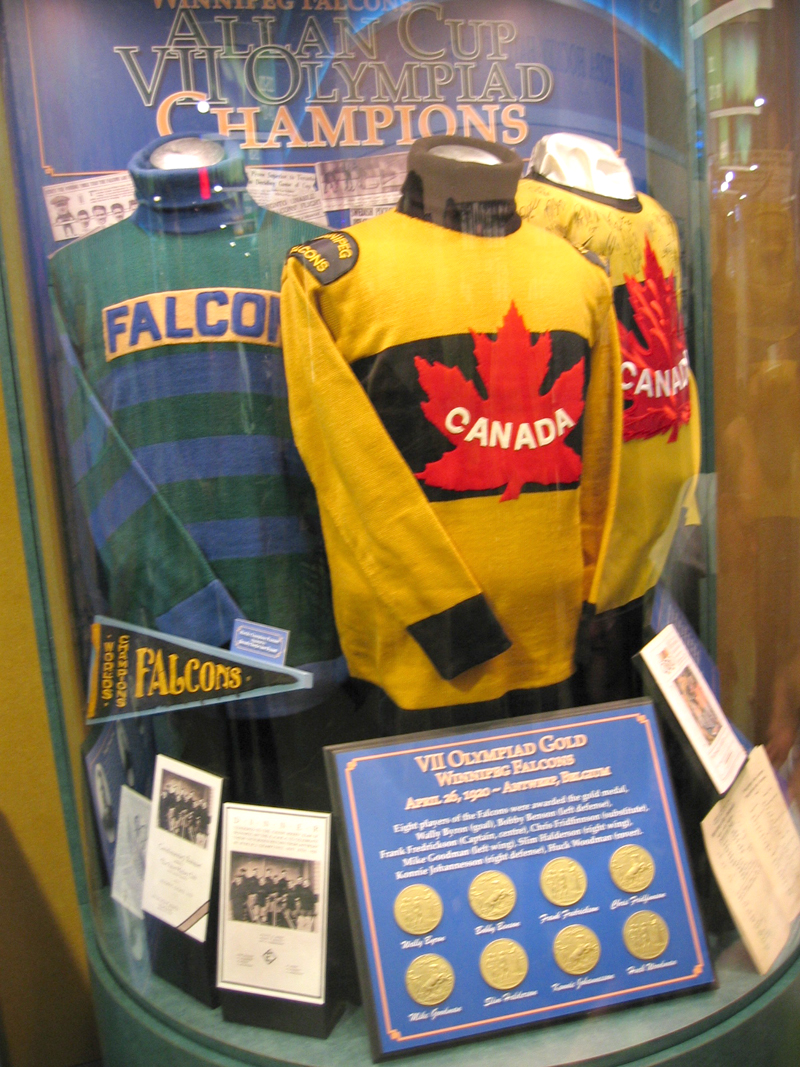
Dresy olympijských vítězů (vlevo dresy v zelenomodré kombinaci používané při klasických zápasech).